# Pluvialis dominica
Il piviere dorato minore o  piviere dorato americano (Pluvialis dominica, Statius Müller 1776), è un uccello della famiglia dei Charadriidae.

## Distribuzione e habitat

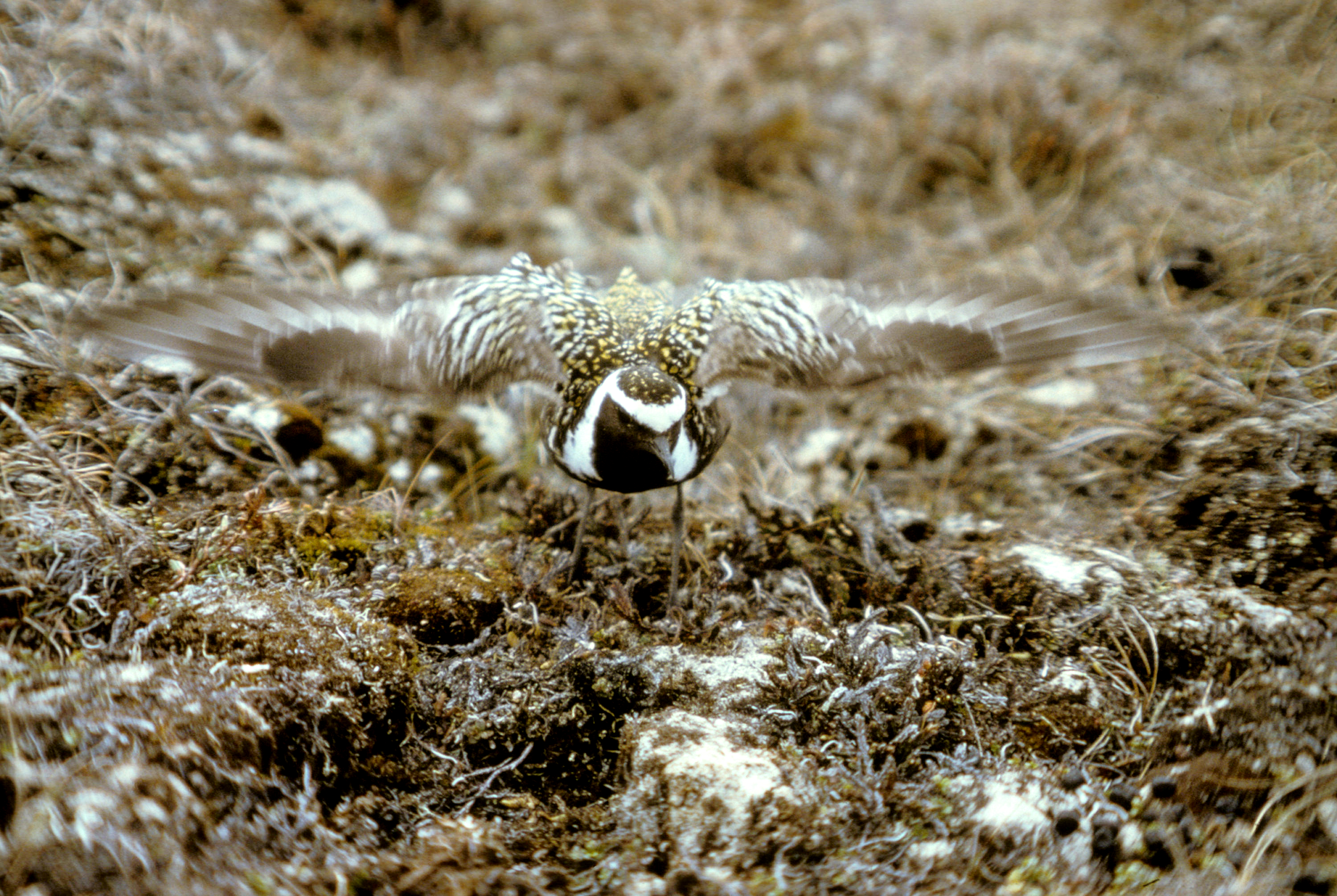
Piviere dorato minore mentre spicca il volo

Questo uccello vive in tutto il Nord, Centro e Sudamerica, e nei Caraibi. È di passo nell'Europa settentrionale e occidentale, in Turchia, Oman, e in Africa occidentale dal Marocco alle coste del Golfo di Guinea.

## Sistematica
Talvolta viene considerata una specie non divisa da Pluvialis fulva, e perciò separata in due sottospecie Pluvialis dominica dominica e Pluvialis dominica fulva.